# Дом Долговых
Дом Долговых — историческое здание в Москве, построенное в XVIII веке. Объект культурного наследия федерального значения. Расположен на проспекте Мира, дом 20, корпус 1.

## История
Здание построено, вероятно, в 1775 году. Предполагаемый архитектор здания — Е. С. Назаров, зять владельца усадьбы, Луки Ивановича Долгова, происходившего из купеческого рода Долговых. В то время главным домом усадьбы Долговых был построенный ранее трёхэтажный дом (ныне дом 16). Позднее владение разделилось. Северная его часть с рассматриваемым домом принадлежала Долговым до 1863 года. В этом году его купил врач, профессор Г. А. Захарьин, живший в доме до своей смерти в 1897 (1898) году. Наследники Захарьина продали дом купцу из Симбирска В. А. Арацкову в 1909 году. Он перестроил здание по проекту инженера П. П. Висневского при участии братьев Весниных. Тогда же во дворе были выстроены торговые склады (не сохранились). Сейчас в здании располагается дирекция образовательных программ в сфере культуры и искусства департамента культуры Москвы.

## Архитектура
Двухэтажный дом был выстроен в стиле раннего классицизма. Первоначальное оформление сохранилось на заднем (восточном) фасаде. На главном фасаде использована рустовка на первом этаже. Над центральными окнами были размещены сандрики. Фронтон над центральным ризалитом и балкон, возможно, появились уже в XIX веке (по другим данным, балкон сооружён в начале XX века). При перестройке начала XX века был добавлен эркер с колоннами и устроен новый вход по центру фасада, растёсаны оконные проёмы, изменена внутренняя планировка и интерьеры. Сохранилась лепнина вестибюля, верхнего холла и парадного зала, устроенных при перестройке 1909 года, а также некоторые более ранее лепные плафоны.